# Survivor Series 1992
Survivor Series (1992) was een professioneel worstel-pay-per-view (PPV) evenement dat georganiseerd werd door de World Wrestling Federation (WWF, nu WWE). Het was de 6e editie van Survivor Series en vond plaats op 25 november 1992 in het Richfield Coliseum in Richfield Township, Ohio.

## Matches
| Nr. | Match | Winnaar(s)                              | Opmerkingen                                                                                 | Bron  |
| --- | --- | --------------------------------------- | ------------------------------------------------------------------------------------------- | ----- |
| 1D  | Crush vs. Repo Man | Crush                                   | Eén-op-één Dark match.                                                                      | [ 1 ] |
| 2   | The Headshrinkers (Fatu & Samu) (met Afa) vs. High Energy (Koko B. Ware & Owen Hart) | The Headshrinkers                       | Tag Team match.                                                                             | [ 2 ] |
| 3   | Big Boss Man vs. Nailz | Big Boss Man                            | Nightstick on a Pole match                                                                  | [ 2 ] |
| 4   | Tatanka vs. Rick Martel | Tatanka                                 | Eén-op-één match.                                                                           | [ 2 ] |
| 5   | Mr. Perfect & Randy Savage vs. Razor Ramon & Ric Flair | Mr. Perfect & Randy Savage              | Tag Team match. Perfect en Savage wonnen door diskwalificatie.                              | [ 2 ] |
| 6   | Yokozuna (met Mr. Fuji) vs. Virgil | Yokozuna                                | Eén-op-één match.                                                                           | [ 2 ] |
| 7   | The Nasty Boys (Brian Knobbs & Jerry Sags) and The Natural Disasters (Earthquake & Typhoon) vs. Money Inc. (Irwin R. Schyster & Ted DiBiase) en The Beverly Brothers (Beau Beverly & Blake Beverly) (met The Genius en Jimmy Hart) | The Nasty Boys en The Natural Disasters | 4-tegen-4 Survivor Series match.                                                            | [ 2 ] |
| 8   | The Undertaker (met Paul Bearer) vs. Kamala (met Harvey Wippleman & Kim Chee) | The Undertaker                          | Coffin Match.                                                                               | [ 2 ] |
| 9   | Bret Hart (c) vs. Shawn Michaels | Bret Hart                               | Eén-op-één match voor het WWF World Heavyweight Championship. Michaels won door submission. | [ 2 ] |